# Apple Watch Series 7
L'Apple Watch Series 7 (pubblicizzato come  WATCH Series 7) è uno smartwatch dell'omonima azienda californiana, successore dell'Apple Watch Series 6. È stato annunciato il 14 settembre 2021 durante un evento speciale Apple.
I preordini sono iniziati l'8 ottobre 2021, mentre la vendita al pubblico inizia il 15 ottobre seguente.